# Episiphon gazellae
Episiphon gazellae är en blötdjursart som beskrevs av Plate 1908. Episiphon gazellae ingår i släktet Episiphon och familjen Gadilinidae. Inga underarter finns listade i Catalogue of Life.